# Grotte des Merveilles (Rocamadour)
La grotte des Merveilles est une grotte ornée paléolithique située sur le territoire de la commune de Rocamadour, dans le Quercy et le département français du Lot, en région Occitanie.

## Situation
La grotte des Merveilles se situe au lieu-dit l'Hospitalet, au-dessus de la gorge de l'Alzou, sur la rive droite de ce cours d'eau.

## Historique
La grotte des Merveilles fut découverte le 16 octobre 1920 par le propriétaire des lieux, M. Lamothe, qui cherchait à détruire les animaux qui avaient leur terrier dans un cayrou (tas de pierres). Les concrétions ocre et blanches, qu'il vit dans la grotte, lui firent penser à une pâtisserie des jours de fête : les Merveilles.
En 1922, André Niederlender et Amédée Lemozi en étudièrent les peintures et les gravures préhistoriques. À la fin des années 1960, Michel Lorblanchet a entrepris un relevé précis de ces figurations.
La grotte a été ouverte au public en 1921 puis classée Monument historique le 16 mai 1925.

## Description
L'entrée débouche rapidement dans une grande salle ovale de 45 mètres de long, 25 mètres de large et moins de 3 mètres de haut. Cette salle est naturellement ornée de nombreuses concrétions et de gours.
La paroi d'un renfoncement proche de l'entrée est recouverte de représentations schématiques ou réalistes dont six mains négatives associées à des ponctuations, six chevaux, un cervidé et un félin. Ces représentations sont gravées ou peintes en rouge ou en noir.
Les œuvres de la grotte des Merveilles ont été rapprochées de la phase ancienne de l'art paléolithique du Quercy comme celles de Cougnac, de Pech Merle et des Fieux. Leur âge est évalué à plus de 20 000 ans (Paléolithique supérieur, Gravettien ?).

## Évolution de la grotte
Ses propriétaires et exploitants sont confrontés à plusieurs problèmes :
- une modification dans le voisinage a supprimé les apports en eaux dans une partie de la grotte ;
- les peintures, situées à l'entrée, sont fragilisées par la lumière du jour.